# 费德洛夫M1916自动步枪
费德洛夫M1916 （俄语：Автомат Фёдорова）是一款由弗拉基米尔·格里高利耶维奇·费德洛夫所设计戰鬥步槍，1916年起在沙俄境内生产。从1915—1924年，该枪共生产3,200把。工厂于1919年制造500把后加快了生产速度。费德洛夫自动步枪于1916年在一战及俄国内战中服役。后来在1940年的冬季战争中，苏军调用了费德洛夫自动步枪的库存，用以装备精锐部队。由於费德洛夫自动步枪使用中等威力的弹药、可选射、重量低，並有一个大容量的可拆卸弹匣等原因，被部分人认为是早期試驗性實戰的突击步枪。但有人认为因费德洛夫自动步枪使用的6.5×50毫米有坂步枪子弹不是专门研制的中间型威力枪弹。

## 设计与原理

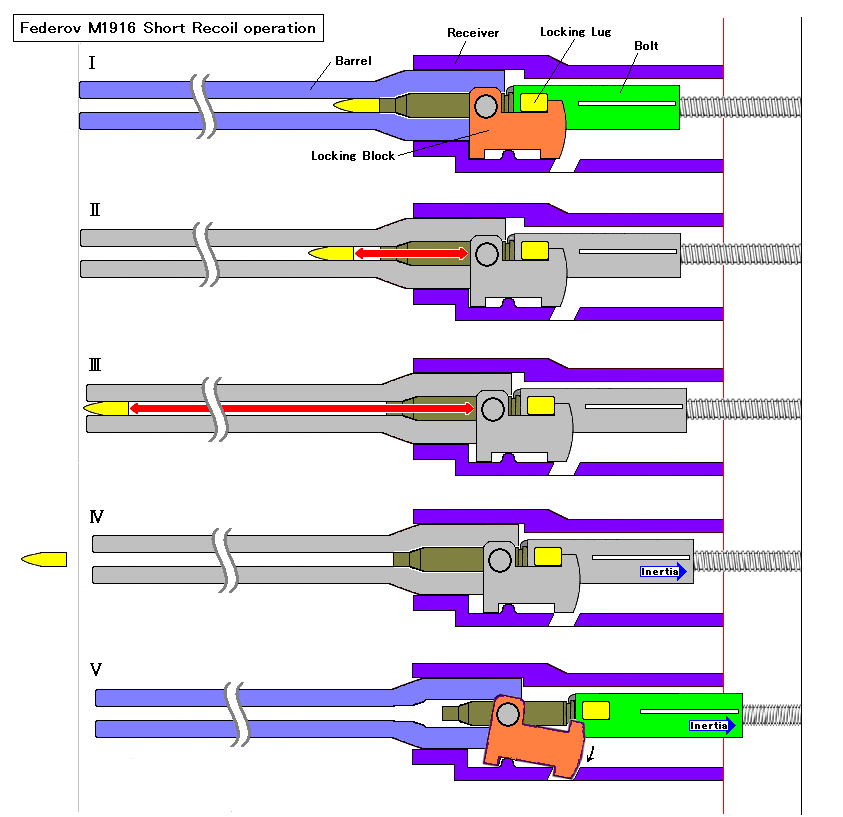
自动步枪的工作原理

费德洛夫自动步枪是一款槍管短行程後座作用驱动，刚性闭锁的步枪，且使用閉鎖式槍栓。枪机的的闭锁是靠在枪机的两侧，像两片哑铃一样的闭锁片，将枪机和枪管链接在一起。枪机先是后座一小段，因为机械力，闭锁片朝下移动，给枪机上的突起让位，枪机此时后座。此枪乃是击锤击发式步枪，在射击完最后一发后，会自动空仓挂机。
维·费德洛夫上尉在1906年开始试制半自动步枪，他的助手是瓦西里·捷格加廖夫（後來亦成為了枪械设计师）。在1911年，一把枪被送进了沙俄的步枪竞选，后来又得到了生產150把步枪的合约。

### 彈藥

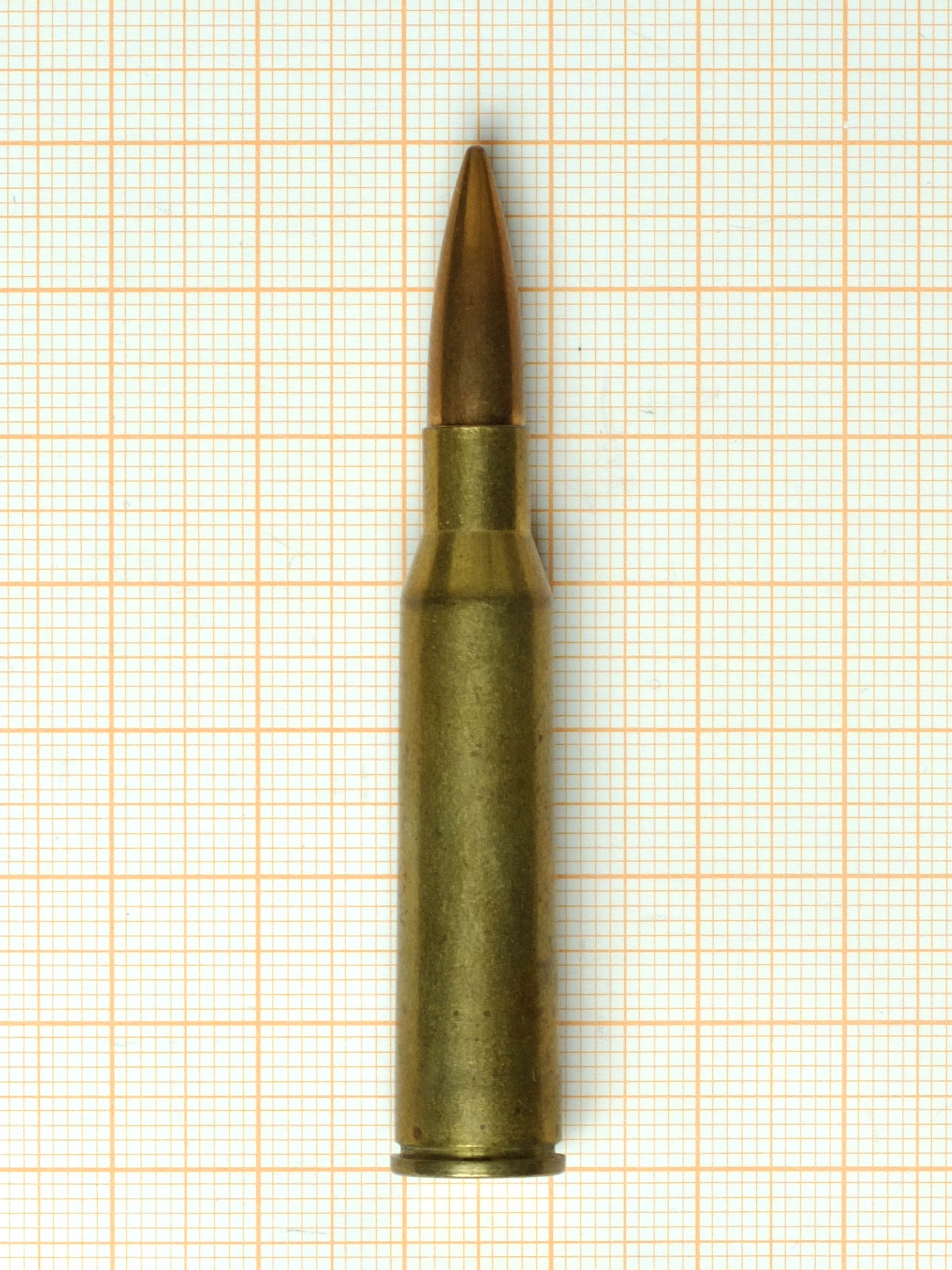
6.5×50mmSR有坂步枪弹

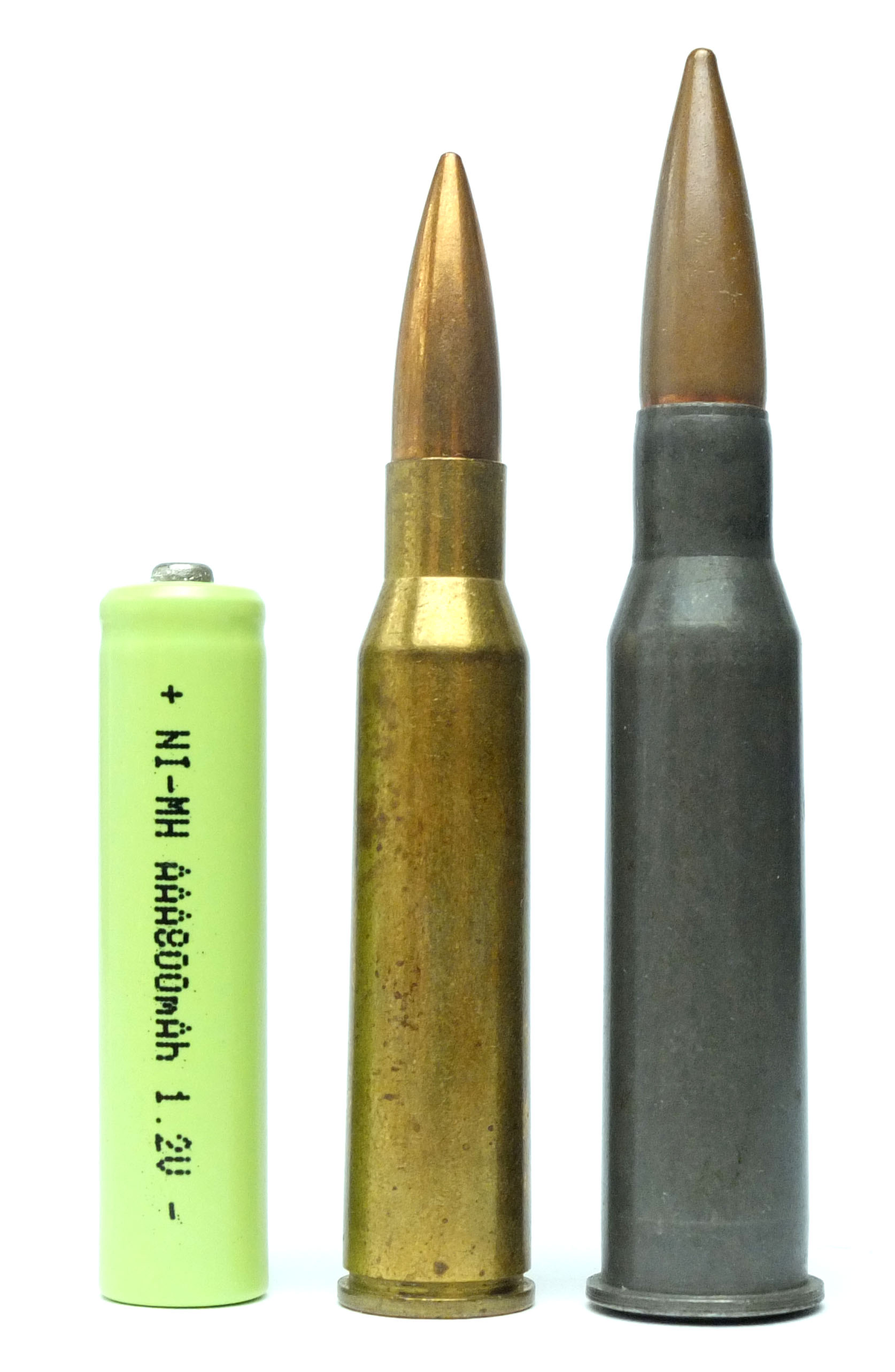
6.5毫米有坂步枪弹（左）和7.62×54毫米R子彈比較

在1913年，费德洛夫提供了一种由漏匣供弹的试验性的半自动步枪，使用乃是他设计的无底缘，全新的6.5毫米费德洛夫弹。这种新的无底缘枪弹与原本的有底缘的7.62×54毫米R弹相比顯得更加细小；更加适合全自动射击，后坐力也更小。这种试验的子弹发射一种重约8.5克，全金属披甲的弹头，以860米／秒的初速，制造出3,140焦耳的能量（相比之下，7.62×54毫米R则可產生出3,600—4,000焦耳的能量）。
6.5毫米费德洛夫试验枪在1913年年底被测试，并给出了令人满意的答案。因为制造新种类的弹药对于后勤来说非常麻烦，使军队最后决定将此枪的口径从6.5毫米费德洛夫，改为当时沙俄从日本大量进口的6.5×50毫米SR有坂步枪弹。在这种枪上发射的6.5毫米有坂步枪弹，不同于如三八式步枪上发射有着765米/秒的初速；由于枪管长度只有区区的520毫米，只有654米／秒的初速，威力相对的小。（有趣的是，英國也有生產6.5毫米有坂步枪弹；因为他们也在一战时给皇家海军购置了有坂步枪）原先固定的弹仓被替换为25发弯曲的可拆卸弹匣。

## 生产及裝備

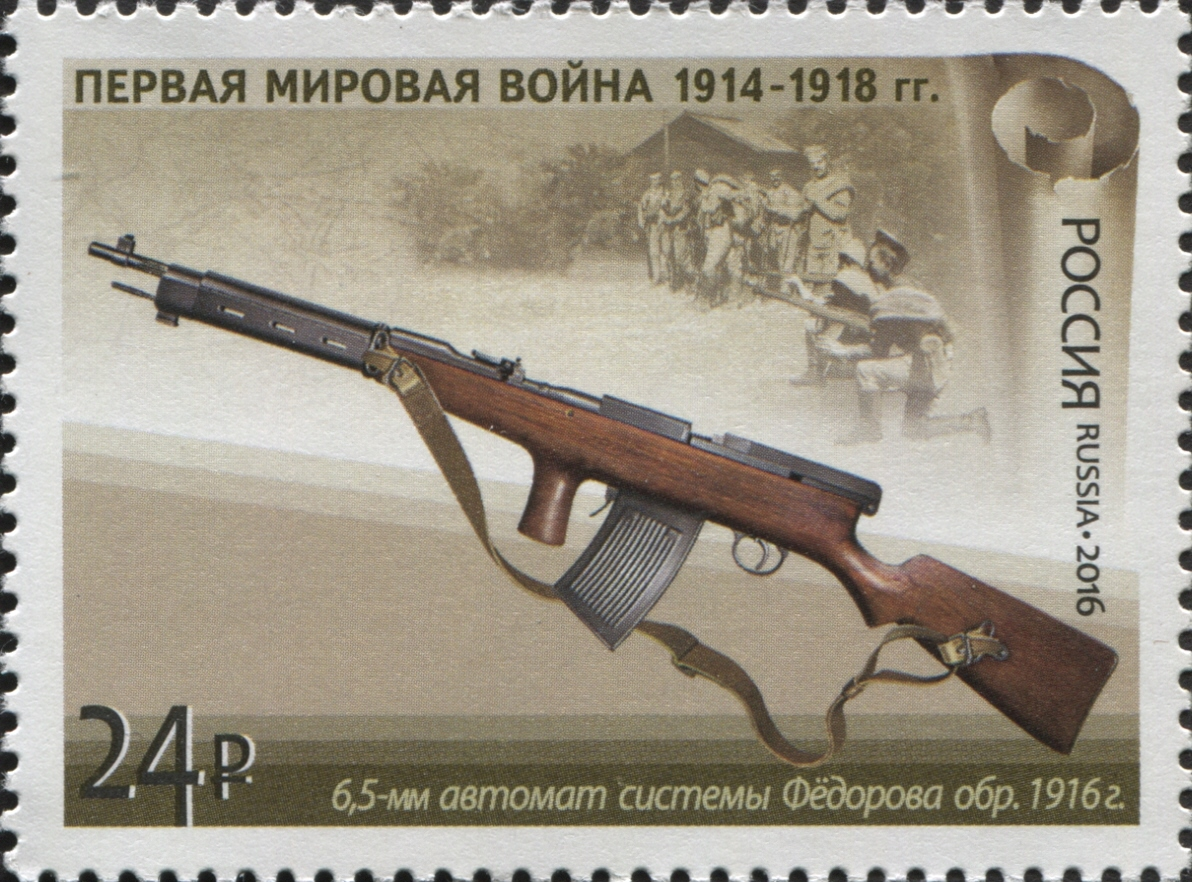
郵票上的费德洛夫M1916自动步枪

在1915年，由于俄军需要一种轻型的自动武器，便提出大量生产费德洛夫自动步枪的要求，但同时也提出，要求此枪标配一种更大容量的可拆卸弹匣。生产此枪原来装备的6.5毫米费德洛夫弹当然是不实际的，因为当时沙俄向日本及英国购买了大量的6.5×50毫米有坂弹以及有坂步枪装备部队，所以后来决定将此枪改为使用与原来的子弹非常相似的6.5×50毫米有坂步枪弹。不过改变口径的方法倒也很简单，方法為：在膛室内装入一个适配器，並调整表尺的刻度。最终在1916年，沙俄的兵工部门做出了一个决定，向兵工厂下达了制造不少于25,000把费德洛夫自动步枪的命令。然而后来，在1918年年初，对于费德洛夫自动步枪的要求已经减少到了9,000把。加上後來受到1917年俄國革命和隨後爆發的內戰的影响，到最后只有3,200把费德洛夫自动步枪於1920—1924年從科夫羅夫工廠出廠。蘇俄立國後，蘇軍曾要求生產一小批费德洛夫自動步槍以裝備部隊，並認為它是一種不錯的武器，可是最後還是基於後勤問題，蘇軍決定把费德洛夫在內的所有外國口徑武器撤裝。後來在日蘇邊界衝突和蘇芬戰爭期間因蘇軍的自動火器數量不足，原本被封存在倉庫內的费德洛夫自動步槍被重新配發到一些軍事情報單位使用，而這些武器絕大部份都在戰爭中遺失或報廢了。

## 使用國
- 俄羅斯帝國
- 苏俄
- 苏联

## 流行文化

### 電子遊戲
- 2016年—《戰地風雲1》：費德洛夫M1916在資料片“以沙皇之名”中登場，命名為“費德洛夫自動步槍”，為醫療兵專用武器。後來預訂續作《戰地風雲5》的玩家亦可使用由捷格加廖夫於1922年設計的改良型“Fedorov Degtyaryov”，不過出現在這部以一戰為背景的作品可被視為一種時代錯誤。
- 2017年—《決勝時刻：二戰》：費德洛夫M1923於聯機模式中作為一款可用武器登場，命名為“Automaton”。
- 2021年—《決勝時刻：先鋒》：命名為“Automaton”。
- 2021年—《應徵入伍》：蘇軍科技樹BR V解鎖武器。